# محمد أحمد المخلافي

## محمد أحمد علي المخلافي
سياسي يمني- نائب الأمين العام للحزب الاشتراكي اليمني- وزير الشؤون القانونية اليمني سابقاً
تعين في منصبه في حكومة باسندوة ومن ثم في حكومة خالد بحاح  وظل في منصبه حتى قدمت حكومة خالد بحاح استقالتها في 22 يناير 2015، بعد انقلاب اليمن 2014 الذي قام به الحوثيون.
- حاصل على الدكتوراه في القانون الدولي الخاص، جامعة موسكو.
- باحث أول-أستاذ في مركز الدراسات والبحوث اليمني.
- محام مترافع أمام المحكمة العليا في الجمهورية اليمنية.
- محام متخصص في مجال التجارة والاستثمار والملكية الفكرية.
- أحد مؤسسي المرصد اليمني لحقوق الإنسان.
- خبير تدريب في مجال حقوق الإنسان والملكية الفكرية.
- نائب الأمين العام للحزب الاشتراكي اليمني.
- وزير الشئون القانونية في حكومة الوفاق الوطني-محام قضايا الدولة 2011م -2014م.
- وزير الشئون القانونية في حكومة الكفاءات الوطنية-محام قضايا الدولة 2014-2015م.

## مناصب
- نائب الأمين العام للحزب الاشتراكي اليمني.
- وزير الشؤون القانونية سابقاً.
- رئيس سابق للمرصد اليمني لحقوق الإنسان.
- عضو اتحاد المحامين العرب.
- عضو الهيئة الاستشارية بوزارة حقوق الإنسان.
- عضو اتحاد الأدباء والكتاب اليمنيين.
- عضو مجلس التأديب الأعلى بنقابة المحامين سابقاً.
- رئيس الدائرة القانونية بمركز الدراسات والبحوث اليمني  1995-2000 م.
- عضو الهيئة الاستشارية بمركز المعلومات والتأهيل سابقاً.
- رئيس الدائرة القانونية للحزب الاشتراكي اليمني سابقاً.
- عضو المكتب السياسي للحزب الاشتراكي اليمني.
- مدير عام الشئون القانونية بوزارة المغتربين سابقاً.

## - الكتب العلمية
1-قضية دولة القانون في الأزمة اليمنية. دار الكنوز الأدبية، الطبعة الأولى، بيروت 1999م.
2-أثر العولمة على نقل التكنولوجيا. سلسلة كتاب مركز الدراسات والبحوث اليمني، الطبعة الأولى، صنعاء 2001م رقم(2).
3-آثار العولمة على التنمية في البلدان الأقل نمواً (مخاطر حرية الاستثمار). سلسلة كتاب مركز الدراسات والبحوث اليمني، الطبعة الأولى، صنعاء 2002م رقم(6).
4-العولمة والملكية الفكرية. مؤسسة العفيف الثقافية، الطبعة الأولى، صنعاء 2003م.
5-التغيير (الإصلاح الديمقراطي في اليمن-ضروراته...معوقاته). الطبعة الأولى، صنعاء2011م.

6-دعوة للتسامح والقبول بالآخر. بالشراكة مع أ/ قادري أحمد حيدر، صنعاء 2013م.
7- اليمن بين الثورة والثورة المضادة. مؤسسة أروقة للدراسات والترجمة والنشر، القاهرة 2019م.

## -   الدراسات والأبحاث
1-موقف ثورة 26سبتمبر من حقوق الإنسان وتجسيدها في الواقع. مجلة اليمن الجديد، وزارة الإعلام والثقافة، صنعاء 1987م العدد (التاسع)-السنة السادسة عشرة.
2-أهم مصادر القانون الدولي الخاص في اليمن منذ ما قبل الميلاد إلى ما قبل التشريع المعاصر. مجلة الإكليل، وزارة الإعلام والثقافة، صنعاء 1987م العدد (الأول)-السنة الخامسة.
3-تطور التنظيم القانوني لوضع الأجانب. مجلة الإكليل، وزارة الإعلام والثقافة، صنعاء 1988م العدد (الأول)-السنة السادسة.
4-أهم مسائل الاستثمار الأجنبي وتنظيمها في القانون اليمني. مجلة اليمن الجديد، وزارة الإعلام والثقافة، صنعاء 1989م عدد (فبراير) وعدد (يونيو)-السنة الثامنة عشرة.
5-حقوق الإنسان اليمني الأساسية وضماناتها الدستورية. مجلة قضايا العصر، عدن 1992م عدد (مارس)-السنة الثانية عشرة.
6-من تاريخ التشريع في اليمن. مجلة دراسات يمنية، مركز الدراسات والبحوث اليمني، صنعاء 1985م العدد(20) والعدد (21).
7-مسائل خلافية في القانون الدولي الخاص، وموقف التشريع اليمني منها. مجلة دراسات يمنية، مركز الدراسات والبحوث اليمني، صنعاء 1987م العدد(30).
8-القانون الدولي الخاص المعاصر في اليمن. مجلة دراسات يمنية، مركز الدراسات والبحوث اليمني، صنعاء 1988م العدد(31).
9-وسائل التنظيم القانوني للاستثمار الأجنبي في اليمن. مجلة دراسات يمنية، مركز الدراسات والبحوث اليمني، صنعاء 1988م العدد(33).
10-إطار استثمار رأس المال الأجنبي الخاص-المشروع المشترك. مجلة دراسات يمنية، مركز الدراسات والبحوث اليمني، صنعاء 1989م العدد(35).
11-الآثار الاجتماعية والاقتصادية لهجرة العمالة في الجمهورية العربية اليمنية. مجلة دراسات يمنية، مركز الدراسات والبحوث اليمني، صنعاء 1990م العدد(39).
12-عوائق التنمية في الكادر اليمني. مجلة دراسات يمنية، مركز الدراسات والبحوث اليمني، صنعاء 1990م العدد(40).
13-أحد مؤلفي دراسة (مكانة المرأة في تشريعات الجمهورية اليمنية). مجلة دراسات يمنية، مركز الدراسات والبحوث اليمني، صنعاء 1992م العدد(44).
14-الاستثمار الأجنبي بين اختلاف المفاهيم والمواقف. مجلة دراسات يمنية، مركز الدراسات والبحوث اليمني، صنعاء 1997م العدد(55).
15-الاتجاهات الرئيسية لحماية حقوق الملكية الفكرية. مجلة دراسات يمنية، مركز الدراسات والبحوث اليمني، صنعاء 1998م العدد(57).
16-الملكية الفكرية في قانون الحق الفكري في الجمهورية اليمنية. مجلة دراسات يمنية، مركز الدراسات والبحوث اليمني، صنعاء 1998م العدد(58).
17-اتفاقية الجوانب المتصلة بالتجارة. مجلة دراسات يمنية، مركز الدراسات والبحوث اليمني، صنعاء 2000م العدد(62-63).
18-الاتفاقيات العربية الإقليمية كمصدر لقواعد التحكيم التجاري الدولي. مركز الدراسات والبحوث اليمني، مجلة دراسات يمنية 2001م العدد(69). 
19-تنظيم التجارة الإلكترونية. مجلة دراسات يمنية، مركز الدراسات والبحوث اليمني، صنعاء 2008م العدد(89).
20-احترام فكرة القضاء الحديث في الوطن العربي. إحدى دراسات (القضاء الحديث في الوطن العربي)، مركز استقلال القضاء والمحاماة، نشر بدعم من الاتحاد الأوربي، الطبعة الأولى، القاهرة 2001م. ومركز المعلومات والتأهيل لحقوق الإنسان، الطبعة الأولى، تعز 2002 رقم(4).
21-سياسة تدريس القانون في كليات الحقوق اليمنية. إحدى دراسات (تدريس القانون في كليات الحقوق العربية)، مركز استقلال القضاء والمحاماة، نشر باللغتين العربية والإنجليزية بدعم من الاتحاد الأوربي، الطبعة الأولى، القاهرة 2001. ومركز المعلومات والتأهيل لحقوق الإنسان، الطبعة الأولى، تعز 2002م رقم(5).
22-دراسة حول تقويم السلطة المحلية في اليمن. المركز اليمني للدراسات الإستراتيجية، صنعاء 2003م.
23-أحد مؤلفي دراسة (مكانة حقوق الإنسان في مناهج التعليم الثانوي في اليمن). إحدى دراسات (حقوق الإنسان في المؤسسة التعليمية العربية، إشكالياتها وآفاق تطويرها)، المعهد العربي لحقوق الإنسان، الطبعة الأولى، تونس 2004م.
24-الحق في محاكمة عادلة في اليمن. إحدى دراسات (الحق في المحاكمة العادلة في العالم العربي)، المعهد العربي لحقوق الإنسان، الطبعة الأولى، تونس 2004م.
25-الأنظمة الانتخابية: تقرير التطور الديمقراطي في اليمن. المؤسسة الدولية للديمقراطية والانتخابات (أيديا) بالتعاون مع شبكة المنظمات العربية غير الحكومية للتنمية، نشر باللغتين العربية والإنجليزية، بيروت 2005م.
26-المركز القانوني للمنظمات غير الحكومية لحقوق الإنسان وأثره على الشراكة في اليمن. الجزء الأول من كتاب واقع المنظمات غير الحكومية لحقوق الإنسان وأثره على الشراكة في اليمن، مركز المعلومات والتأهيل لحقوق الإنسان، الطبعة الأولى، تعز 2006م رقم (21).
27-أحد مؤلفي دليل تدريب مدربي حقوق الإنسان للعاملين مع الشرطة. برنامج الأمم المتحدة الإنمائي، السفارة البريطانية في صنعاء، وزارة حقوق الإنسان، وزارة الداخلية، ومركز المعلومات والتأهيل لحقوق الإنسان، تعز 2006.
28-نزاهة الانتخابات النيابية في اليمن. إحدى دراسات كتاب (النزاهة في الانتخابات البرلمانية: مقوماتها وآلياتها في الأقطار العربية)، المنظمة العربية لمكافحة الفساد، بالتعاون مع مركز دراسات الوحدة العربية، بيروت 2008م.
29-أحد مؤلفي دليل الرصد في مجال حقوق الإنسان. المرصد اليمني لحقوق الإنسان، الطبعة الأولى، صنعاء 2008م.
30-أحد مؤلفي دراسة (المشاركة السياسية في اليمن: السبيل لتجسيد حكم الشعب للشعب بالشعب). الشبكة العربية لدراسة الديمقراطية، والمرصد اليمني لحقوق الإنسان، صنعاء يونيو 2008م.
31-التحول الديمقراطي في اليمن. إحدى دراسات (تقييم واقع المجتمع المدني في العالم العربي ودوره في منتدى المستقبل 2009م). حركة السلام الدائم-لبنان، بالشراكة مع مركز المعلومات والتأهيل لحقوق الإنسان-اليمن، والبرنامج العربي لنشطاء حقوق الإنسان-مصر، بيروت 2010م.
32-أحد مؤلفي دراسة (القصر والديوان: الدور السياسي للقبيلة في اليمن). المرصد اليمني لحقوق الإنسان، بالتعاون مع معهد دراسات التنمية الدولية-كندا، الطبعة الأولى، صنعاء 2009م.
33-أحد مؤلفي دراسة (الآخر في الصحافة اليمنية). إحدى دراسات (الآخر في الصحافة العربية)، مركز رام الله لدراسات حقوق الإنسان، رام الله 2010م.
34-أحد مؤلفي (القطاع الأمني في اليمن ومتطلبات إصلاحه). مبادرة الإصلاح العربي، منشور بتاريخ 21/5/2012م على الموقع الإلكتروني:
https://www.arab-reform.net/ar/node/585
35-دور القوى العسكرية والأمنية وتأثيراتها على تحديد مسارات التحول الديمقراطي (حالة اليمن). إحدى دراسات (التطورات السياسية في البلدان العربية منذ 2011م)، مؤلف جماعي، الشبكة العربية لدراسة الديمقراطية بالتعاون مع معهد عصام فارس للسياسات العامة والشئون الدولية والجامعة الأمريكية في بيروت. نشر باللغتين العربية والإنجليزية، بيروت 2016م.
36-الطائفية والإرهاب. موقع الاشتراكي نت http://www.aleshteraky.com/. مارس 2017م.
37-الخيار الفيدرالي في اليمن. طريق إلى سلام دائم؟. مبادرة الإصلاح العربي، منشور بتاريخ 17/5/ 2018م على الموقع الإلكتروني: 
https://www.arab-reform.net/ar/node/1273

## •النشاط الأكاديمي:

### -شارك في إعداد التقارير العلمية التالية
1-التقرير السنوي لحقوق الإنسان والديمقراطية في اليمن 2005م. المرصد اليمني لحقوق الإنسان، صنعاء يونيو 2006م.
2-التقرير السنوي لحقوق الإنسان والديمقراطية في اليمن 2006م. المرصد اليمني لحقوق الإنسان، صنعاء إبريل2007م.
3-التقرير التحليلي للرقابة على الانتخابات الرئاسية والمحلية. المرصد اليمني لحقوق الإنسان، صنعاء يوليو 2007م.
4-تقرير الدفاع عن المجتمع المدني، التقرير الإقليمي للشرق الأوسط وشمال أفريقيا رؤى قادة المجتمع المدني. الحركة العالمية من أجل الديمقراطية، واشنطن تشرين الأول 2007م.
5-التقرير السنوي لحقوق الإنسان والديمقراطية في اليمن 2007م (بناء دولة القانون: متطلبات التحول الديمقراطي حماية حقوق الإنسان). المرصد اليمني لحقوق الإنسان، صنعاء إبريل 2008م.
6-الدراسة التقييمية للسجل الانتخابي في اليمن (سجل 2006م). المرصد اليمني لحقوق الإنسان، صنعاء أغسطس 2008م (مشرف ومحرر الدراسة).
7-التقرير السنوي لحقوق الإنسان والديمقراطية في اليمن 2008م (الحقوق الاقتصادية والاجتماعية والثقافية). المرصد اليمني لحقوق الإنسان، صنعاء مايو 2009.
8-التقرير السنوي لحقوق الإنسان والديمقراطية في اليمن 2009م (حرية التجمع والتنظيم والقبول بالآخر). المرصد اليمني لحقوق الإنسان، صنعاء يونيو2010م (مشرف ورئيس تحرير التقرير).
9-تقرير التسامح في العالم العربي 2008-2009م. مركز رام الله لدراسات حقوق الإنسان، رام الله 2009م.
10-تقرير حقوق الإنسان في الوطن العربي، واحة الإفلات من المحاسبة والعقاب. مركز القاهرة لدراسات حقوق الإنسان، التقرير السنوي 2009م، القاهرة 2010م.
11-المحاكمة العادلة وضماناتها. الشبكة اليمنية لحقوق الإنسان. صنعاء 2011م (مشرف وباحث).